# Ciriacremum bicaudatum
Ciriacremum bicaudatum är en insektsart som beskrevs av Günther Enderlein 1918. Ciriacremum bicaudatum ingår i släktet Ciriacremum och familjen rundbladloppor. Inga underarter finns listade i Catalogue of Life.